# Jozef Chládek
Jozef Chládek (12. března 1856 Smržovka – 25. března 1928 Ružomberok), byl český hudební skladatel působící převážně na Slovensku.

## Život
Pocházel ze smíšeného česko-německého manželství. Měl čtyři sourozence, kteří se všichni věnovali hudbě. Po smrti otce se matka se všemi dětmi přestěhovala do Prahy. Josef navštěvoval gymnázium a na studia si vydělával po večerech hudbou. Po maturitě studoval na varhanním oddělení Pražské konzervatoře u Zdeňka Skuherského. Spřátelil se s Antonínem Dvořákem se kterým hrál v chrámu sv. Víta. Po absolvování konzervatoře studoval další tři roky na Prager Kunstschule für Kirchenmusik in Böhmen.
Po ukončení studií byl rok varhaníkem v Mladé Boleslavi a další tři roky v Kouřimi. Na doporučení Skuherského se přihlásil ke konkurzu na místo regenschoriho v Ružomberku, ve kterém zvítězil a od 5. srpna 1879 do konce svého života působil jako varhaník a ředitel kůru v chrámu sv. Ondřeje v Ružomberku. Oženil se s dcerou místního starosty a aktivně se účastnil hudebního i společenského života města. Měl čtyři děti, které všechny dostaly hudební vzdělání, ale profesionálně se hudbě věnoval pouze nejstarší z nich – Richard. Stal se varhaníkem a skladatelem drobnějších chrámových skladeb.
Kromě svých povinností v hlavním chrámu a dalších ružomberských kostelech řídil dvojjazyčný (slovenský a maďarský) smíšený sbor založený při Katolickém kruhu. V jeho repertoáru byla převážně chrámová hudba. Rovněž vyučoval hudbě na dívčí měšťanské škole a na piaristickém gymnáziu a vedle toho měl i soukromé žáky. Jedním z jeho nejznámějších žáků byl pozdější významný slovenský hudební skladatel Frico Kafenda. Při piaristickém gymnáziu založil komorní soubor složený z profesorů školy a žákovský smyčcový orchestr. Vedle toho ještě řídil amatérský orchestr železničářů ve Vrútkách věnovaný populární hudbě.
Zemřel ve věku 72 let. Na pohřbu zpíval sedmdesátičlenný smíšený sbor Smuteční píseň, kterou sám skladatel pro tuto příležitost složil.

## Dílo

### Zpěvníky
- Nábožný křesťan – Největší skladatelovo dílo, na kterém pracoval se svým synem Jozefem. Zpěvník obsahuje na 400 písní a nešpor pro všechny církevní příležitosti. Text sestavil ružomberský farář Andrej Hlinka. Zpěvník byl publikován nejen na Slovensku, ale i ve Vídni a ve Spojených státech (pod názvem Spevom k srdcu národa). Byl vydán i v mad‘arském jazyce (Katholikus gyermek).
- Manuale – varhanní doprovody církevních obřadů
- Funebrál – pohřební písně a obřady

### Sbory
- Induló (soprán, alt, tenor, bas, harmonium)
- Lamentationen (ženský sbor s doprovodem varhan)
- Festchor. Ünepi kar. op. 56 (mužský sbor a capella)
- Modlitba za otca národa
- Tres lectionen tertiare
- 3 Stabat Mater
- Offertoria a další drobnější skladby pro chrámové účely

### Mše
- Misa op. 41
- Misa solemnis op. 48
- Mise vegyes-karra orgona kisérettel op. 51
- Graduale für 2 Chöre
- Benedictus, Agnus für Männerchor op. 55
- Graduale für gemischtenchor op. 57

### Ostatní skladby
Světská tvorba Jozefa Chládka obsahuje hlavně různé příležitostné skladby zábavného či tanečního charakteru psané pro orchestr ve Vrútkách. Kromě toho komponoval i písně, sborové úpravy slovenských lidových písní a drobnější komorní a orchestrální skladby. Ve svém díle nepřekročil rámec klasického kompozičního stylu, přesto však mělo význam nejen pro hudební život Ružomberku a okolí, ale i pro počátky slovenské národní hudby.